# Димитър Негревски
Димитър Георгиев, известен като Негревски, е български просветен деец и революционер, малешевски деец на Вътрешната македоно-одринска революционна организация.

## Биография
Димитър Георгиев е роден в малешевското село Негрево, тогава в Османската империя. Работи като български учител в Негрево. Присъединява се към ВМОРО и създава комитети на организацията в Малешевско заедно с Гоце Делчев и пехчевския учител Иван Ингилизов.